# Jordaniens provinser

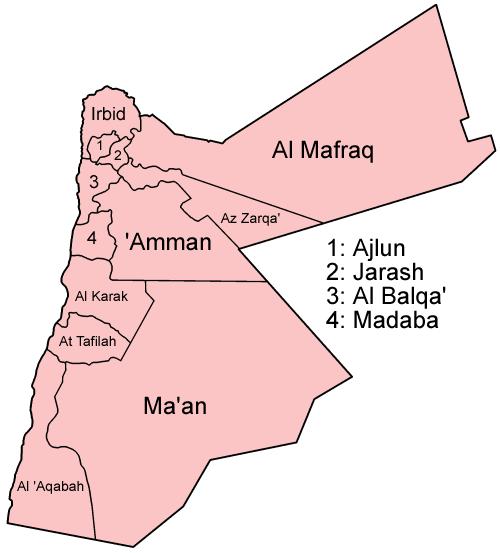
Jordaniens provinser

Jordaniens provinser, även kallade guvernement, är första nivåns administrativa indelning av Jordanien. Landet har sedan 1996 tolv provinser, på arabiska: muhafaza (محافظة; plur. muhafazat ).
Provinserna delas i sin tur in i distrikt, liwa (لِوَاء; plur. alwiya eller alwiyat), varav vissa är indelade i underdistrikt, qada (قَضَاء; plur. aqdiya).

## Lista över Jordaniens provinser
| Provins             | Huvudstad | Yta (km²) | Invånare (2007 års uppskattning) | Befolkningstäthet (inv/km²) |
| ------------------- | --------- | --------- | -------------------------------- | --------------------------- |
| Ajlun               | Ajlun     | 420       | 131 600                          | 313,3                       |
| Aqaba               | Aqaba     | 6 900     | 120 200                          | 17,4                        |
| al-Balqa            | as-Salt   | 1 119     | 383 400                          | 342,6                       |
| Huvudstadsprovinsen | Amman     | 7 579     | 2 220 500                        | 293,0                       |
| Irbid               | Irbid     | 1 572     | 1 018 700                        | 648,0                       |
| Jarash              | Jarash    | 410       | 171 700                          | 418,8                       |
| al-Karak            | al-Karak  | 3 495     | 223 200                          | 63,9                        |
| Maan                | Maan      | 32 832    | 108 800                          | 3,3                         |
| Madaba              | Madaba    | 940       | 143 100                          | 152,2                       |
| al-Mafraq           | al-Mafraq | 26 541    | 263 200                          | 9,9                         |
| at-Tafila           | at-Tafila | 2 209     | 80 100                           | 36,3                        |
| az-Zarqa            | az-Zarqa  | 4 761     | 852 700                          | 179,1                       |